# Snyder Rini
Snyder Rini (Telina, 27 de julho de 1948 – 5 de agosto de 2025) foi um político salomônico que foi brevemente o oitavo primeiro-ministro das Ilhas Salomão, de abril a maio de 2006, e foi ministro das Finanças e do Tesouro em dezembro de 2007. Desde 1997, ele representa o Eleitorado de Marovo no Parlamento Nacional.

## Morte
Rini morreu no dia 5 de agosto de 2025 de 2025, aos 77 anos.